# Weinmaß
Der Begriff  Weinmaß steht, wie Salzmaß, Biermaß oder Getreidemaß für eine grobe Zuordnung von alten Maßen und Gewichten zu den Einheiten, mit denen das Handelsgut Wein gemessen wurde.
Das Maß  für Wein war ein Volumenmaß und regional sehr verschieden. Auch die Maßketten  waren sehr unterschiedlich. Viele Maße unterschieden sich oft nur durch die landestypische Benennung oder Schreibweise, beispielsweise Kanne, Kann, Kannl oder Mass, Maß, Maßl. Das Volumenmaß durfte oft nicht für andere Flüssigkeiten, wie Bier oder Öl, verwendet werden und wenn, dann waren die Mengen andere, zum Beispiel das Flüssigkeitsmaß in Wiesbaden mit unterschiedlichem Kubikzoll:
- 1 Weinmaß = 85,434 Pariser Kubikzoll
- 1 Biermaß = 95,063 Pariser Kubikzoll

## Beispiele Weinmaß
Beispiele für Weinmaße sind Amphora, Brente und Corba oder Anker, Eimer, Oxhoft, Ohme oder Aichmaß.
- Beneta
- Botella
- Bozza
- Cass
- Fahrt
- Giarre
- Media

Wein wurde im Kleinhandel oft anders als im Großhandel gemessen. Es gab Begriffe wie das Zapfmaß oder Schenkmaß im Einzelhandel, das Helleichmaß oder nur Eichmaß (Aichmaß) im Großhandel und Trübeichmaß.
Zur besseren Kennung des angewendeten Maßes setzte man diese Begriffe vor dem Volumenmaß. Beispiel Helleicheimer oder  Weineimer in Bayreuth, Visireimer oder Visirmaß in Augsburg.

## Weinmesser
Für die behördliche Aufsicht über das Weinmaß wurde in Städten bisweilen ein eigenes Amt eingerichtet, für die sich die Bezeichnungen  „mensurator“ in lateinischen Quellen und in deutschsprachigen Aufzeichnungen „weinmesser“ (so etwa 1420 in Bozen) einbürgerten.